# Ченнелв'ю (Техас)
Ченнелв'ю (англ. Channelview) — переписна місцевість (CDP) в США, в окрузі Гарріс штату Техас. Населення — 45 688 осіб (2020).

## Географія
Ченнелв'ю розташований за координатами 29°47′35″ пн. ш. 95°6′52″ зх. д. / 29.79306° пн. ш. 95.11444° зх. д. (29.793023, -95.114482).  За даними Бюро перепису населення США в 2010 році переписна місцевість мала площу 46,97 км², з яких 38,29 км² — суходіл та 8,67 км² — водойми.

## Демографія
Згідно з переписом 2010 року, у переписній місцевості мешкало 38 289 осіб у 11 070 домогосподарствах у складі 9069 родин. Густота населення становила 815 осіб/км².  Було 11982 помешкання (255/км²).
Расовий склад населення:
| - 55,9 % — білих - 15,3 % — чорних або афроамериканців - 1,6 % — азіатів - 0,8 % — корінних американців - 0,1 % — вихідців з тихоокеанських островів - 22,6 % — осіб інших рас |

До двох чи більше рас належало 3,7 %. Частка іспаномовних становила 60,3 % від усіх жителів.
За віковим діапазоном населення розподілялося таким чином: 34,5 % — особи молодші 18 років, 60,2 % — особи у віці 18—64 років, 5,3 % — особи у віці 65 років та старші. Медіана віку мешканця становила 28,3 року. На 100 осіб жіночої статі у переписній місцевості припадало 100,6 чоловіків;  на 100 жінок у віці від 18 років та старших — 98,1 чоловіків також старших 18 років.
Середній дохід на одне домашнє господарство  становив 59 551 долар США (медіана — 51 745), а середній дохід на одну сім'ю — 60 910 доларів (медіана — 51 501). Медіана доходів становила 45 608 доларів для чоловіків та 30 780 доларів для жінок. За межею бідності перебувало 21,2 % осіб, у тому числі 32,0 % дітей у віці до 18 років та 11,3 % осіб у віці 65 років та старших.
Цивільне працевлаштоване населення становило 16 794 особи. Основні галузі зайнятості: освіта, охорона здоров'я та соціальна допомога — 18,3 %, виробництво — 15,8 %, будівництво — 10,5 %, роздрібна торгівля — 10,4 %.